# Грем Мур (плавець)
Грем Мур (англ. Graeme Moore, 28 січня 1989) — південноафриканський плавець.
Учасник Олімпійських Ігор 2012 року.